# Call It a Day
Call It a Day (bra: Vamos Brincar de Amor) é um filme estadunidense de 1937, do gênero comédia dramática, dirigido por Archie Mayo, e estrelado por Olivia de Havilland, Ian Hunter, Anita Louise, Alice Brady, Roland Young e Frieda Inescort. O roteiro de Casey Robinson foi baseado na peça teatral homônima de 1936, de Dodie Smith.
A peça teatral que baseou o roteiro do filme possuiu três atos e foi exibida de 28 de janeiro a julho de 1936, no Teatro Morosco, em Nova Iorque, com 194 apresentações. A versão teatral foi dirigida por Tyrone Guthrie.
A trama retrata a história de uma família inglesa de classe média cujas vidas se complicam com a chegada dos primeiros sinais românticos da primavera.

## Sinopse
À medida que o primeiro dia da primavera chega com um clima excepcionalmente quente, a casa dos Hilton vira de cabeça para baixo por um breve momento. Catherine "Cath" (Olivia de Havilland), a filha mais velha, se apaixona perdidamente pelo artista casado que está pintando seu retrato; Roger (Ian Hunter), o pai, começa a se sentir seduzido pela glamorosa estrela de cinema Beatrice Gwynn (Marcia Ralston) enquanto a ajuda com seus impostos; Dorothy (Frieda Inescort), a mãe, recebe uma proposta para fugir para a Índia com um rapaz que acaba de conhecer; Martin (Peter Willes), o filho, quer viajar de carro pelo continente até que conhece a atraente garota da casa ao lado. Até mesmo Ann (Bonita Granville), a filha mais nova, desenvolve uma obsessão pelo artista vitoriano Dante Gabriel Rossetti. Todos os problemas e confusões resolvem aparecer em apenas um dia.

## Elenco
- Olivia de Havilland como Catherine "Cath" Hilton
- Ian Hunter como Roger Hilton
- Anita Louise como Joan Collett
- Alice Brady como Muriel West
- Roland Young como Frank Haines
- Frieda Inescort como Dorothy Hilton
- Bonita Granville como Ann Hilton
- Peggy Wood como Ethel Francis
- Marcia Ralston como Beatrice Gwynn
- Walter Woolf King como Paul Francis
- Peter Willes como Martin Hilton
- Una O'Connor como Sra. Milson, a governanta
- Beryl Mercer como Sra. Elkins, a cozinheira

Não-creditados
- Elsa Buchanan como Vera, a empregada
- Mary Field como Elsie Lester, a secretária de Roger
- Robert Adair como Mordomo
- Leyland Hodgson como Sr. Harold

## Recepção
Frank S. Nugent, em sua crítica para o jornal The New York Times, disse que "gostou" da "obra tolerante e silenciosamente bem-humorada", além de elogiar o elenco do filme. Dois meses depois, escrevendo para a Night and Day, Graham Greene deu uma crítica ruim ao filme e reclamou da história repleta de tentações rejeitadas diante da infidelidade. Ele também apontou o uso de diálogos clichês, que incluem a fala obsoleta, "Você se importa se eu vestir algo mais confortável?", que, acrescenta Greene, "para nosso espanto, [leva ao] reaparecimento da mulher em apenas mais um vestido formal".

## Trilha sonora
1. "I'm Forever Blowing Bubbles" (composta por James Kendis, James Brockman, Nat Vincent e John W. Kellette) – cantada por Ian Hunter
2. "Isn't It Romantic?" (composta por Richard Rodgers e Lorenz Hart) – cantada por Marcia Ralston